# Лабіринт віддзеркалень
«Лабіри́нт віддзеркалень» (рос. Лабири́нт отраже́ний) — науково-фантастичний роман Сергія Лук'яненка, виданий 1997 року, перша частина трилогії романів у стилі псевдокіберпанк «Лабиринт отражений».

## Сюжет
У 1994 році якимсь Дмитром Дібенко був винайдений комп'ютерний відеоролик (діп-програма), після перегляду якого людина починала сприймати віртуальний світ як реальний. Найбільші світові корпорації, «Майкрософт» і «IBM», поспішили скористатися ним для створення у віртуальності (чи глибині) міста Діптауна, в якому в людей могла б бути ніким не обмежена свобода. Задум вдався, і місто заселили люди зі всієї земної кулі.
Увійшовши в глибину, звичайні люди втрачали вольову можливість вийти в реальний світ коли їм заманеться. Вони могли виходити назад винятково через свій дім у віртуальності або після спрацьовування таймеру (що запускає ту ж діп-програму в режимі виходу). Але деякі люди мали здібність у будь-який момент покинути глибину за власним бажанням — їх називали дайверами. Дайверів було дуже мало, вони не афішували свої можливості й уникали братися за штатну роботу.
Головний герой книги Леонід — дайвер. Його робота у віртуальному світі полягає в порятунку відвідувачів Діптауну, що застрягли в глибині — іноді люди настільки захоплювалися віртуальністю, що зовсім не відрізняли її від реального світу («діп-психоз»). Часто страждаючі «діп-психозом» забували включити таймер виходу й могли загинути через виснаження.
Крім того Леонід займається викраденням різного софту й інформації у віртуальності. Він отримує чергове завдання — проникнути до компанії «Аль-Кабар», що займає цілий захищений квартал Діптауну, і украсти звідти секретний файл. Однак це виявляється якоюсь перевіркою: в «Аль-Кабар» міг проникнути лише дайвер. Леоніда зустрічає охорона й проводить його до глави корпорації Фрідріха Урмана. Урман намагається запропонувати постійну співпрацю дайверу, але Леонід відмовляється, посилаючись на кодекс дайверів. Тоді Урман віддає файл Леоніду й домовляється з ним про те, що Леонід зв'яжеться з ним для виконання разової роботи — за його словами «Аль-Кабар» потребує послуг дайвера. Леоніду дають піти з «викраденим» файлом. Після цього Діптаун наповнюється чутками про пограбування «Аль-Кабару» невідомим дайвером.
Леоніда знаходить Людина Без Обличчя й пропонує йому роботу, платою за яку обіцяє безцінну Медаль Уседозволеності, що дає право на будь-які дії в Діптауні. Робота полягає в тому, щоб урятувати з «Лабіринту Смерті» — гри «Doom», що еволюціонувала — застряглого на 33-му рівні гравця, Невдахи. Леонід із труднощами справляється з поставленим завданням, однак у процесі розуміє, що до Невдахи проявляють чималий інтерес дві корпорації, «Аль-Кабар» і «Лабіринт смерті», а також Діма Дібенко (що ховається під маскою Людини Без Обличчя). Леонід підозрює, що Невдаха не людина, а програма або навіть «прибулець», і відмовляється його видати. На них починається полювання.

## Головні герої
- Леонід («Стрілець», «Еленіум», «Іван-царевич») — дайвер, що отримав завдання витягти Невдаху із «Лабіринту смерті».
- «Невдаха» («Альєн»[1]) — гравець у «Лабіринті смерті», що застряг на 33-му рівні. За припущенням Леоніда — прибулець. Дмитро Дібенко вважав його людиною з майбутнього, Ґільєрмо Аґірре — прибульцем з паралельного світу.
- Віка («Мадам») — дайвер, господарка віртуального закладу «Всілякі забави». Психолог, просторовий дизайнер. Бордель у Глибині створила в процесі написання дисертації з вивчення поведінки людей у «віртуальності».
- Діма Дібенко («Людина Без Обличчя») — хакер, програміст, винахідник програми «Deep». Єдиний у глибині власник Медалі Уседозволеності.
- Фрідріх Урман — глава корпорації «Аль-Кабар».
- Ґільєрмо Аґірре  (Віллі) — начальник служби безпеки ігрової корпорації «Лабіринт смерті».
- Шурка («Маніяк») — хакер, програміст, спеціаліст з комп'ютерних вірусів. Реальний прототип — Олександр «Маніяк» Зимін[джерело?].
- «Комп'ютерний Маг» («Маг», «Зуко») — хакер, штатний програміст віртуального закладу «Всілякі забави»; раніше працював програмістом у тій же фірмі, що й Леонід. Своє прізвисько отримав через пристрасть до розчинних напоїв. Реальний прототип — Сергій «Computer Mage» Кузнєцов. Багато випадків пов'язаних із «Зуко» взяті із життя прототипу[джерело?].
- Ромка («Сірий Вовк») — дайвер, напарник Леоніда.
- Дік («Крэйзи Тоссер» англ. Crazy Tosser) — штатний дайвер ігрової корпорації «Лабіринт смерті».
- Анатоль — штатний дайвер ігрової корпорації «Лабіринт смерті».
- Джордан Рейд — комісар служби безпеки Діптауну.
- «Алекс» — гравець у «Лабіринт смерті», що прагне помсти через те, що Леонід убив його на першому рівні лабіринту.
- «Кепочка» — психолог, що поставив собі за мету доводити людям безглуздість їх діяльності, у зв'язку з чим хронічно виводить із себе віртуальщиків, особливо — повій, рольовиків і інших людей. Відвідувач віртуального закладу «Всілякі забави» і «об'єкт вивчення» для Віки.

## Цікаві факти
- Роман «Лабиринт отражений» був написаний Сергієм Лук'яненко в 1996 році на спір із редактором Андрієм Чертковим, пропагандистом і перекладачем класичного американського кіберпанку, якому автор таким чином намагався довести можливість існування «кіберпанку з людським обличчям». У 2-мц романі трилогії, «Фальшивые зеркала», згадується «вулиця А. Черткова», що знаходиться у віртуальному місті Діптауні, яка перетинає «проспект Гібсона».
- Нумерація глав у книзі починається з нуля та записана в бінарному вигляді.
- Іконка програми «Deep» — людина, що падає у прірву — відсилання на гру «Myst».
- В атракціоні «Лабіринт смерті» зустрічається ворог у вигляді величезного павука з впаяним у морду кулеметом — відсилання до босу із гри «Doom».
- За мотивами книги створюється браузерна он-лайн гра[джерело?].
- У 2005—2009 роках велись зйомки художнього фільму «Глибина» за мотивами роману. Однак, у силу обставин фільм так і не був завершений[2].